# Club Jaiba Brava
Club Jaiba Brava – meksykański klub piłkarski z siedzibą w zespole miejskim Tampico i Ciudad Madero, w stanie Tamaulipas. Występuje w rozgrywkach Liga de Expansión MX. Domowe mecze rozgrywa na obiekcie Estadio Tamaulipas.

## Historia
Zespół został założony w 1982 roku jako Tampico Madero FC na bazie istniejącego wcześniej Tampico FC. W późniejszym okresie Kraby dwukrotnie zostały wicemistrzami kraju (1985, 1986). Ostatnim sezonem zespołu w pierwszej lidze były rozgrywki toczone w latach 1994-1995, kiedy to drużyna spadła z Primera División po zaledwie roku w niej spędzonej. W 2024 roku klub zmienił nazwę na Club Jaiba Brava.

## Aktualny skład
Stan na 12 kwietnia 2025.
| Nr | Poz. | Piłkarz               |
| -- | ---- | --------------------- |
| 1  | BR   | Joel García           |
| 2  | OB   | Luciano Bocco         |
| 3  | OB   | Diego García          |
| 4  | OB   | Alberto Ríos          |
| 5  | OB   | Raúl López            |
| 6  | OB   | Edson García          |
| 7  | OB   | Deivoon Magaña        |
| 8  | PO   | Benjamín Muñoz        |
| 9  | NA   | Adrián Garza          |
| 10 | PO   | Omar Soto             |
| 11 | NA   | Christopher Engelhart |
| 12 | BR   | Alan Flores           |
| 13 | BR   | Gerardo Ruiz          |
| 14 | NA   | Néstor Corona         |

| Nr | Poz. | Piłkarz             |
| -- | ---- | ------------------- |
| 16 | PO   | Rubén Domínguez     |
| 19 | PO   | Francisco Martínez  |
| 20 | PO   | Danilo Santacruz    |
| 21 | OB   | David Oteo          |
| 23 | OB   | Alonso Escoboza     |
| 24 | OB   | José López González |
| 26 | NA   | Eduardo Pérez       |
| 27 | NA   | Juan David Angulo   |
| 28 | PO   | Sergio Flores       |
| 29 | NA   | José López          |
| 30 | OB   | Santiago Ramos      |
| 31 | NA   | Víctor Minotta      |
| 33 | OB   | Rolando González    |
| 34 | PO   | Jonathan Castañeda  |